# Eremomastax
Eremomastax, monotipični biljni rod iz porodice primogovki smješten u tribus Ruellieae, dio potporodice Acanthoideae. Jedina vrsta je polugrm ili grm E. speciosa iz tropske Afrike i Madagaskara. Opisan je u Bot. Jahrb. Syst. 20: 8. 1894. 

## Opis
Eremomastax speciosa je višegodišnja zeljasta biljka koja obično naraste u visinu od oko 1-2 metra. Ima uspravnu i razgranatu stabljiku s nasuprotnim parovima listova. Listovi su veliki, jajoliki i imaju sjajnu tamnozelenu boju. Biljka proizvodi upečatljive cvatove s gustim grozdovima jarko crvenih ili narančastih cjevastih cvjetova. Cvjetovi su raspoređeni u vršne klasove i privlače oprašivače poput pčela i leptira.
Eremomastax speciosa ponekad se naziva i "biljka vatrena kugla" zbog svojih živih crvenih ili narančastih cvjetova koji nalikuju vatrenim kuglama. Intenzivna boja cvjetova dodaje upečatljiv vizualni element vrtovima i privlači pozornost i ljudi i oprašivača.

## Ljekovitost
Eremomastax speciosa ima dugu povijest upotrebe u tradicionalnoj medicini. Lišće i korijenje često se koriste za pripremu dekokta (uvaraka), infuzija ili obloga za liječenje raznih bolesti. Vjeruje se da ima protuupalna, analgetska i antimikrobna svojstva te se koristi za ublažavanje stanja kao što su groznica, malarija, gastrointestinalni poremećaji i kožne infekcije.

## Rasprostranjenost
Eremomastax speciosa porijeklom je iz tropskih područja zapadne i središnje Afrike. Autohrtona je u: Gvineja; Sijera Leone; Liberija; Obala Bjelokosti; Gana; Togo; Benin; Nigerija; Kamerun; Otok Bioko (Fernando Poo]); Gabon; Ekvatorijalna Gvineja; Kongo [Brazzaville]; Srednjoafrička Republika; DR Kongo [Zair]; Južni Sudan; Južni Sudan; Etiopija; Uganda; Kenija; Tanzanija; Madagaskar. 

## Sinonimi
- Episanthera Hochst. ex Nees; Prodr. [A. DC.] 11: 208 in syn. (1847)
- Paulowilhelmia Hochst.; Flora 27: (Jun. 1844) Beibl. 4

## Vanjske poveznice
- WFO, Eremomastax speciosa (Hochst.) Cufod.
- Eremomastax speciosa (Hochst.) Cufod. counteracts the delaying effect of indomethacin on Helicobacter pylori-associated chronic gastric ulcers healing
- Eremomastax speciosa (Hochst.): GC/MS profiling, antioxidant and antimicrobial activities of stem essential oil
- Eremomastax speciosa (Hochst.) Cufod. (Acanthaceae) leaves aqueous extract eradicates Helicobacter pylori infection in mice